# Polish Radio External Service

Logo van Polskie Radio dla Zagranicy

Polish Radio External Service (Pools: Polskie Radio dla Zagranicy), tot 2007 Radio Polonia, is de wereldomroep van Polen. 
De zender zendt uit via satelliet (in Europa Hotbird en Astra 28,2°O, via WRN), webstream, podcast, DAB (onder andere in Londen) en in Londen, Dublin, Berlijn, Amsterdam, Brussel, Wenen, Straatsburg, Genève, Tokio en Washington D.C. op de kabel.

## Geschiedenis
In 1936 begon Polskie Radio met uitzendingen op de korte golf voor een buitenlands publiek, onder andere in het Engels. Vlak na het einde van de Tweede Wereldoorlog hervatte Warszawa III de kortegolfuitzendingen, aanvankelijk 1 uur per dag, in 1949 reeds tien uur en in 1956 was dit opgelopen tot 68 uur, onder andere in het Deens, Duits, Engels, Grieks, Fins, Frans, Italiaans, Russisch, Spaans en Turks. Ter gelegenheid van de 100ste geboortedag van Ludwik Zamenhof begonnen op 4 april 1959 uitzendingen in het Esperanto. In het Arabisch werd uitgezonden vanaf 1968. In 1971 werd 50 uur per dag uitgezonden in het Arabisch, Deens, Duits, Engels, Esperanto, Fins, Frans, Italiaans, Pools, Russisch, Spaans, Tsjechisch en Zweeds.
Na de val van de Volksrepubliek Polen veranderden het talenpakket en de doelstellingen. In 1990 begonnen uitzendingen voor Polen in Oekraïne, Wit-Rusland, Litouwen, Letland en Estland. De uitzendingen in het Arabisch en Spaans werden in 1991 ingewisseld voor het Litouws en Oekraïens. Een jaar later werd met Wit-Russisch en Tsjechisch begonnen en werden Frans, Italiaans, Zweeds en Fins geëindigd. De kortegolfuizendingen werden in 2013 gestaakt en enkel nog digitaal uitgezonden en via buitenlandse AM- en FM-zenders, in de talen Pools, Engels, Duits, Hebreeuws, Oekraïens, Russisch, Wit-Russisch en Esperanto.